# Leptochilus ambiguus
Leptochilus ambiguus är en stekelart som först beskrevs av Kostylev 1940.  Leptochilus ambiguus ingår i släktet Leptochilus och familjen Eumenidae. Inga underarter finns listade i Catalogue of Life.